# Römpp Lexikon Naturstoffe
Das Römpp Lexikon Naturstoffe ist ein Lexikon, das im Stuttgarter Georg Thieme Verlag erscheint. 

## Beschreibung
Das Römpp Lexikon Naturstoffe enthält Informationen über organische Naturstoffe und die mit ihnen verbundenen Phänomene. Der Inhalt bietet eine repräsentative Auswahl der über 150.000 bekannten Naturstoffe.
Das Lexikon beschreibt vor allem sekundäre Naturstoffe.
Unter sekundären Naturstoffen versteht man Verbindungen, die nur in bestimmten Lebewesen vorkommen.
Unterschieden wird zwischen den Primärstoffen und den Sekundärstoffen.
Unter Primärstoffen versteht man Produkte des Primärstoffwechsels, die für die Aufrechterhaltung des Stoffwechsels notwendig sind. Unter Sekundärstoffen versteht man Abwehrstoffe, viele Gifte, Blütenfarbstoffe und Pheromone. 
Das Lexikon beschreibt auch „ungewöhnliche“ Verbindungstypen wie halogenierte Aromaten, Isocyanide und Nitroverbindungen, die in der Vergangenheit als rein „chemisch“ angesehen wurden.
Der Schwerpunkt liegt auf den wichtigen Typen mikrobieller, pflanzlicher und tierischer Sekundärstoffe.
Das Auffinden einzelner Stoffe wird auch durch Sammelbegriffe wie Actinomyceten, Giftpilze, Insektenlockstoffe und Makrolide erleichtert.
Daneben gibt es ein Register der lateinischen Artnamen und der Summenformeln.
Im Römpp Lexikon Naturstoffe sind viele Firmenbezeichnungen, Gebrauchsnamen, Handelsnamen und Marken aufgeführt.
Daneben gibt es Angaben zu Codenummern des Zolltarifs, DIN-Vorschriften, Gefahrklassen, MAK-Werten, TRK-Werten, Patenten, Anwendungsverfahren, Herstellungsverfahren, Verbänden und Vereinen.
Das Nachschlagewerk ergänzt das Römpp Lexikon Chemie.

## Ausgaben
- Burkhard Fugmann (Hrsg.): Römpp-Lexikon Naturstoffe. Thieme, Stuttgart 1997, ISBN 3-13-749901-1.